# Cantonul Frontenay-Rohan-Rohan
Cantonul Frontenay-Rohan-Rohan este un canton din arondismentul Niort, departamentul Deux-Sèvres, regiunea Poitou-Charentes, Franța.

## Comune
- Amuré
- Arçais
- Bessines
- Épannes
- Frontenay-Rohan-Rohan (reședință)
- Le Vanneau-Irleau
- Saint-Symphorien
- Sansais
- Vallans